# Huarmey
Huarmey è un comune del Perù, situato nella Regione di Ancash e capoluogo della Provincia di Huarmey.